# بول راست
بول راست (بالإنجليزية: Paul Rust)‏ (مواليد 12 أبريل 1981) ممثل كوميدي وكاتب أمريكي.

## أعماله
- Exquisite Corpse (2004) - Jackson
- The Right Now! Show  [لغات أخرى]‏ (2007) - Cast Member
- Psycho Sleepover (2008) - Paul
- سيمي برو (2008) - Wheelchair Darren
- I Love You, Beth Cooper (2009) - Denis Cooverman
- Paper Heart (2009) - Himself
- أوغاد مجهولون (2009) - Andy Kagan
- The Sarah Silverman Program (2010) - Customer (1 episode)
- Aqua Teen Hunger Force (2010) - Neelzebub (1 episode)
- This Show Will Get You High (2010) - Cast Member
- عشاء الأم الممتع

## روابط خارجية
- بول راست على موقع IMDb (الإنجليزية)
- بول راست على موقع ألو سيني (الفرنسية)
- بول راست على موقع ميوزك برينز (الإنجليزية)
- بول راست على موقع أول موفي (الإنجليزية)
- بول راست على موقع قاعدة بيانات الأفلام السويدية (السويدية)
- بول راست على موقع ديسكوغز (الإنجليزية)
- بول راست على موقع قاعدة بيانات الفيلم (الإنجليزية)
- بول راست على موقع كينوبويسك (الروسية)